# Gołębiak długosterny
Gołębiak długosterny, gołębiak karoliński, gołąb karoliński (Zenaida macroura) – gatunek średniej wielkości ptaka z rodziny gołębiowatych (Columbidae), zamieszkujący Amerykę Północną. Nie jest zagrożony.

## Morfologia
WyglądWierzch ciała brązowy pokryty ciemnymi plamkami. Głowa, przód szyi oraz spód ciała różowopłowe. Ogon długi, klinowaty, sterówki są biało zakończone. Głowa mała, z niebieską obrączką oczną oraz ciemną plamką na pokrywach usznych. Szyja smukła, purpurowy połysk na jej bokach (ledwo widoczny u samicy). Nogi czerwone.
RozmiaryDługość ciała: 28–33 cm, samiec większy. Rozpiętość skrzydeł: 37–45 cm.
Masa ciałaWaży od 85 do 170 g.

## Zasięg występowania
Pospolity w Ameryce Północnej – od południowej Kanady po Panamę. W latach 60. XX wieku introdukowany na Hawajach.

## Ekologia i zachowanie
ŚrodowiskoZamieszkuje miasta, farmy, pobliże dróg, zarośla i zadrzewienia na otwartych terenach.
ZachowanieKiedy zrywa się do lotu, słychać świst skrzydeł.
PożywienieNasiona, owady, drobne bezkręgowce.
RozmnażanieGniazdo z dwoma jajami, pisklęta wykluwają się po 14 dniach. Młode pozostają pod opieką obu rodziców.

## Podgatunki
Wyróżnia się 5 podgatunków Z. macroura:
- Z. m. marginella (Woodhouse, 1852) – zachodnia Kanada i zachodnie USA do południowo-środkowego Meksyku
- Z. m. carolinensis (Linnaeus, 1766) – wschodnia Kanada, wschodnie USA, Bermudy i Bahamy
- Z. m. macroura (Linnaeus, 1758) – Kuba, Haiti, Portoryko i Jamajka
- Z. m. clarionensis (C. H. Townsend, 1890) – wyspa Clarión (u wybrzeży zachodniego Meksyku)
- Z. m. turturilla (Wetmore, 1956) – Kostaryka i zachodnia Panama

## Status
Międzynarodowa Unia Ochrony Przyrody (IUCN) uznaje gołębiaka długosternego za gatunek najmniejszej troski (LC – Least Concern) nieprzerwanie od 1988 roku. W 2017 roku organizacja Partners in Flight szacowała liczebność populacji lęgowej na około 120 milionów osobników. Według danych North American Breeding Bird Survey, pomiędzy 1966 a 2015 rokiem populacja tego ptaka zmniejszyła się o około 15%; BirdLife International uznaje trend liczebności populacji za wzrostowy.

## Heraldyka
Jest jednym z trzymaczy herbu Grenady.

## Galeria
| Lęg i dorastanie gołębiaka długosternego | Lęg i dorastanie gołębiaka długosternego | Lęg i dorastanie gołębiaka długosternego | Lęg i dorastanie gołębiaka długosternego | Lęg i dorastanie gołębiaka długosternego | Lęg i dorastanie gołębiaka długosternego |
| ---------------------------------------- | ---------------------------------------- | ---------------------------------------- | ---------------------------------------- | ---------------------------------------- | ---------------------------------------- |
|                                          |                                          |                                          |                                          |                                          |                                          |
| Jajo w gnieździe                         | Wysiadywanie jaja                        | Pisklęta                                 | Osobnik młodociany                       | Dorosły ptak                             | Śpiew                                    |